# Copestylum pulchrum
Copestylum pulchrum är en tvåvingeart som först beskrevs av Samuel Wendell Williston  1891.  Copestylum pulchrum ingår i släktet Copestylum och familjen blomflugor. Inga underarter finns listade i Catalogue of Life.